# Morze Łazariewa
Morze Łazariewa (ang. Lazarev Sea) – morze wchodzące w skład Oceanu Południowego, dawniej zaliczane do Oceanu Atlantyckiego.
Położone jest u brzegów Antarktydy Wschodniej. Powierzchnia morza wynosi 929 000 km². Maksymalna głębokość to 4500 m. Na wybrzeżu znajdują się dwie stacje polarne: indyjska Maitri i rosyjska Nowołazariewskaja.
Nazwane na cześć Michaiła Łazariewa, rosyjskiego podróżnika i oficera.